# Clàssica de Sant Sebastià 1992
La Clàssica de Sant Sebastià 1992, 12a edició de la Clàssica de Sant Sebastià, és una cursa ciclista que es va disputar el 8 d'agost de 1992 sobre un recorregut de 234 km. La cursa formà part de la Copa del món de ciclisme.
Van prendre la sortida 207 corredors, dels quals 111 finalitzaren la cursa.
El vencedor final fou el mexicà Raúl Alcalá, de l'equip PDM-Ultima-Concorde, que s'imposà en solitari a la meta de Sant Sebastià. Acabaren segon i tercer respectivament l'italià Claudio Chiappucci (Carrera-Vagabond-Tassoni) i el neerlandès Eddy Bouwmans (Panasonic-Sportlife).

## Classificació general
|    | Ciclista            | Equip                    | Temps      |
| -- | ------------------- | ------------------------ | ---------- |
| 1  | Raúl Alcalá         | PDM-Ultima-Concorde      | 5h 58' 17" |
| 2  | Claudio Chiappucci  | Carrera-Vagabond-Tassoni | + 1' 11"   |
| 3  | Eddy Bouwmans       | Panasonic-Sportlife      | + 1' 12"   |
| 4  | Dmitri Kónixev      | TVM-Sanyo                | m. t.      |
| 5  | Luc Roosen          | Tulip Computers          | m. t.      |
| 6  | Maximilian Sciandri | Motorola Cycling Team    | + 1' 38"   |
| 7  | Davide Cassani      | Ariostea                 | m. t.      |
| 8  | Maurizio Fondriest  | Panasonic-Sportlife      | m. t.      |
| 9  | Jim van de Laer     | Tulip Computers          | m. t.      |
| 10 | Enrique Alonso      | Lotus-Festina            | m. t.      |